# Estuari

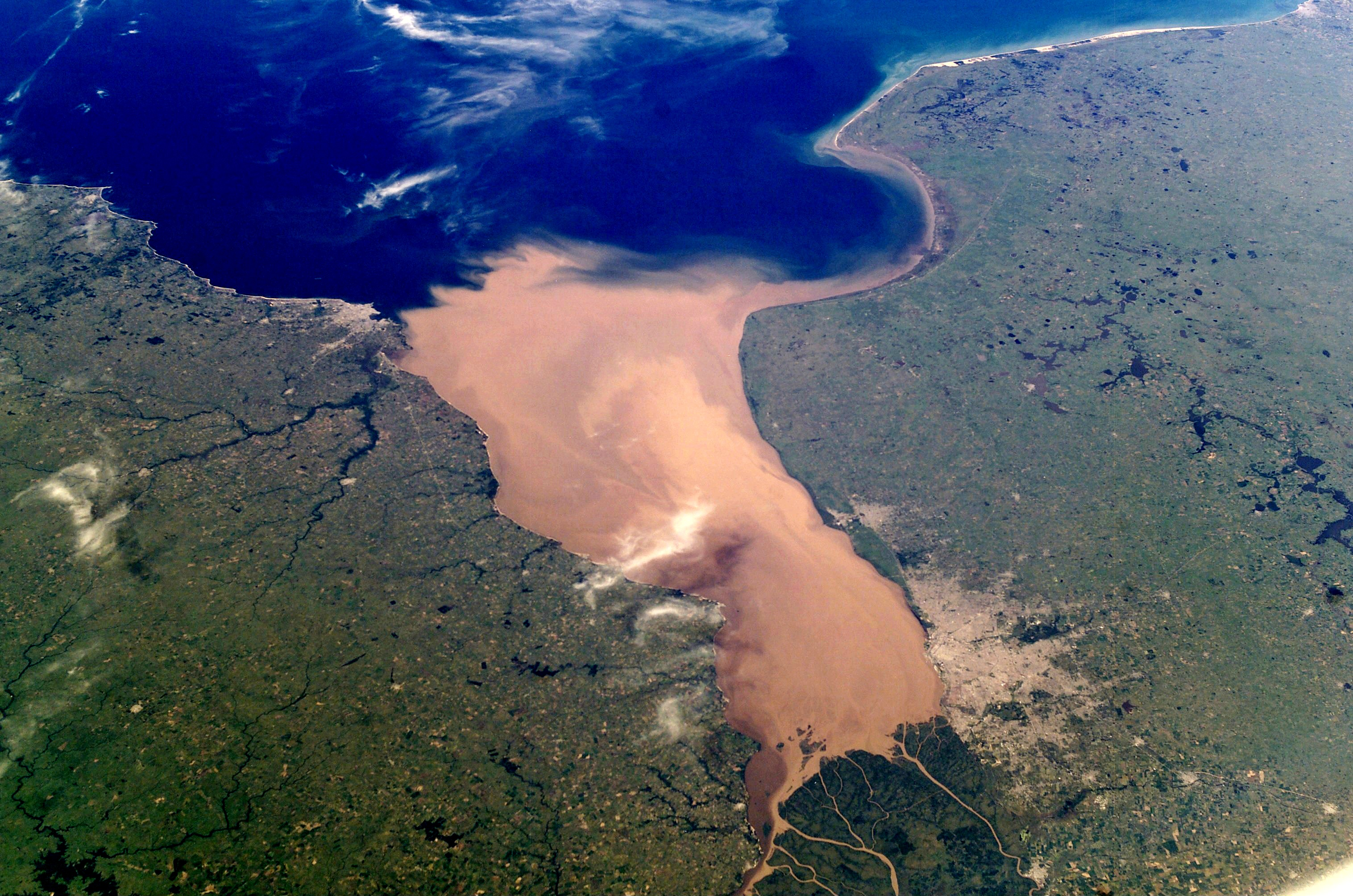
Estuari del Riu de la Plata.

Un estuari és la part més ampla i profunda de la desembocadura d'un riu al mar obert en aquelles àrees on les marees tenen més amplitud o oscil·lació. La desembocadura en estuari està formada per un sol braç o curs fluvial que és molt ample i profund, encara que també solen tenir una mena de platges a les vores on la quietud de les aigües permet créixer algunes herbes que suporten aigües bastant salines. En alguns casos, els pastors d'ovelles de les costes franceses de l'oceà Atlàntic aprofiten la baixamar per a portar el ramat a pastar en aquestes zones, donant origen a una concentració bastant gran de sal a la seva carn, que és molt apreciada (mouton de pré salé).
S'originen perquè l'entrada d'aigües marines durant la plenamar estanca les aigües dolces del riu, mentre que durant la baixamar, totes les aigües comencen a tornar i entren a gran velocitat al mar o a l'oceà, contribuint a netejar i aprofundir el seu llit, deixant sovint grans zones de maresmes. Les marees de major amplitud del món (uns 16 metres) tenen lloc als estuaris del nord-oest de França i, sobretot, a la costa oriental del Canadà (Baia de Fundy) a més d'algunes altres zones. El riu Rance (França) té un sistema de producció hidroelèctrica que usa la força de les marees a l'estuari de la seva desembocadura, tant a la plenamar com quan es produeix la baixamar. Els ecosistemes dels estuaris se solen caracteritzar per una alta productivitat biològica i per la seva gran biodiversitat.
Són bastant infreqüents a la zona equatorial donada l'escassa amplitud de les marees i la gran quantitat de sediments que arrosseguen els rius. Aquesta és la raó per la qual la desembocadura del Níger, de l'Amazones, de l'Orinoco i de molts altres rius pròxims a l'equador terrestre són deltes i no estuaris, tot i trobar-se en oceans oberts.

## Classificació segons la geomorfologia

### Ria
Les ries també es coneixen com a estuaris de plana costanera. Als llocs on el nivell del mar augmenta respecte a la terra, l'aigua del mar penetra progressivament a les valls fluvials i la topografia de l'estuari continua sent similar a la d'una vall fluvial. Aquest és el tipus d'estuari més comú als climes temperats. Entre els estuaris ben estudiats hi ha l'estuari del Severn al Regne Unit i la regió d'Ems Dollart al llarg de la frontera entre els Països Baixos i Alemanya.

### De tipus llacuna o en barra
Els estuaris tipus llacuna es troben en llocs on la deposició de sediments s'ha produït al mateix ritme que l'augment del nivell del mar, de manera que els estuaris són poc profunds i estan separats del mar per bancs de sorra o illes barrera. Són relativament comuns en llocs tropicals i subtropicals. Aquests estuaris estan semiaïllats de les aigües oceàniques per platges de barrera (illa de barreres i espites de barrera). La formació de platges de barrera tanca parcialment l'estuari, amb només entrades estretes que permeten el contacte amb les aigües oceàniques.

### Fiord
Els estuaris de tipus fiord es formen en valls profundament erosionades formades per una glacera. Aquests estuaris en forma d'U solen tenir costats escarpats, fons rocosos i soleres submarines contornejades pel moviment glacera. L'estuari és menys profund a la seva desembocadura, on les morrenes glaceres terminals o les barres rocoses formen soleres que restringeixen el flux de l'aigua.

### Produïts tectònicament
Aquests estuaris es formen per enfonsament o per terres separades de l'oceà per moviments de terra associats a falles, volcans o lliscaments. Només hi ha un petit nombre d'estuaris produïts tectònicament; un exemple és la Badia de San Francisco.

## Tipus d'estuaris
Hi ha diferents tipus d'estuaris en funció d'algunes característiques principals. Cada tipus d'estuari és determinat per la relació entre la quantitat d'aigua del riu durant les marees i la quantitat d'aigua de la marea mateixa.
- Estuari de falques de sal: Es forma quan hi ha més aigua en un riu que al mar. D'aquesta manera tenim una barreja amb una fina capa de transició entre l'aigua del riu a la part superior i la falca de marea a la part inferior.[2]
- Estuaris molt estratificats: En aquest tipus d'estuaris, la quantitat d'aigua dolça entrant és més gran que la d'aigua de mar. Aquestes condicions fan que les barreges d‟aigua entre diferents masses d‟aigua eventualment formin una capa superior més salada a mesura que les onades fan que l'aigua de mar arribi a la superfície. Quan les dues aigües es barregen, formen capes.[2]
- Estuari lleugerament estratificat: És un estuari on el volum d'aigua de riu és menor que el d'aigua de mar. En comparació amb tots dos, la salinitat de l'aigua ha canviat aquí dràsticament. A les capes superiors, la salinitat està canviant, igual que la capa inferior. Això és perquè els corrents són molt ràpids.[2]
- Estuari invers: Els estuaris inversos es produeixen en climes secs on l'evaporació supera molt l'entrada d'aigua dolça. Es forma una zona de màxima salinitat, i tant l'aigua fluvial com l'oceànica flueixen prop de la superfície cap a aquesta zona.[7] Aquesta aigua s'empeny cap avall i s'estén pel fons tant en direcció al mar com a terra.[3]
- Estuari intermitent: Aquest tipus d'estuari varia depenent de l'aportació d'aigua dolça, i és capaç de canviar d'un estuari totalment marí a qualsevol dels altres tipus d'estuari.[4]

## Implicacions per a la vida marina
Els estuaris són sistemes increïblement dinàmics, en què la temperatura, la salinitat, la terbolesa, la profunditat i el cabal canvien diàriament en resposta a les marees. Aquest dinamisme fa que els estuaris siguin hàbitats molt productius però també dificulta la supervivència de moltes espècies durant tot l'any. Com a resultat, els estuaris experimenten una forta variació estacional a les seves comunitats de peixos. A l'hivern, la comunitat de peixos està dominada per residents marins resistents, i a l'estiu una varietat de peixos marins i anàdroms entren i surten dels estuaris, capitalitzant la seva alta productivitat. Els estuaris proporcionen un hàbitat crític a una varietat d'espècies que depenen dels estuaris per completar el cicle vital. Se sap que l'areng del Pacífic i altres espècies de peixos desovonen en estuaris i badies. Salmònids i llamprees utilitzen els estuaris com a corredors migratoris. Així mateix, les poblacions d'aus migratòries, com el tètol cuanegre, depenen dels estuaris.
El fitoplàncton és el principal productor primari dels estuaris. Es mouen amb les masses d'aigua i poden entrar i sortir amb les marees. La seva productivitat depèn en gran manera de la terbolesa de l'aigua. Els fitoplàncton més comuns en estuaris són les diatomees i els dinoflagel·lats, que abunden al sediment.